# Monte Rinaldo
Monte Rinaldo é uma comuna italiana da região dos Marche, província de Fermo, com cerca de 412 habitantes. Estende-se por uma área de 7 km², tendo uma densidade populacional de 59 hab/km². Faz fronteira com Monsampietro Morico, Montalto delle Marche (AP), Montelparo, Montottone, Ortezzano.

## Demografia
| Variação demográfica do município entre 1861 e 2011                               |
|                                                                                   |
| Fonte: Istituto Nazionale di Statistica (ISTAT) - Elaboração gráfica da Wikipedia |